# Kartause Koblenz

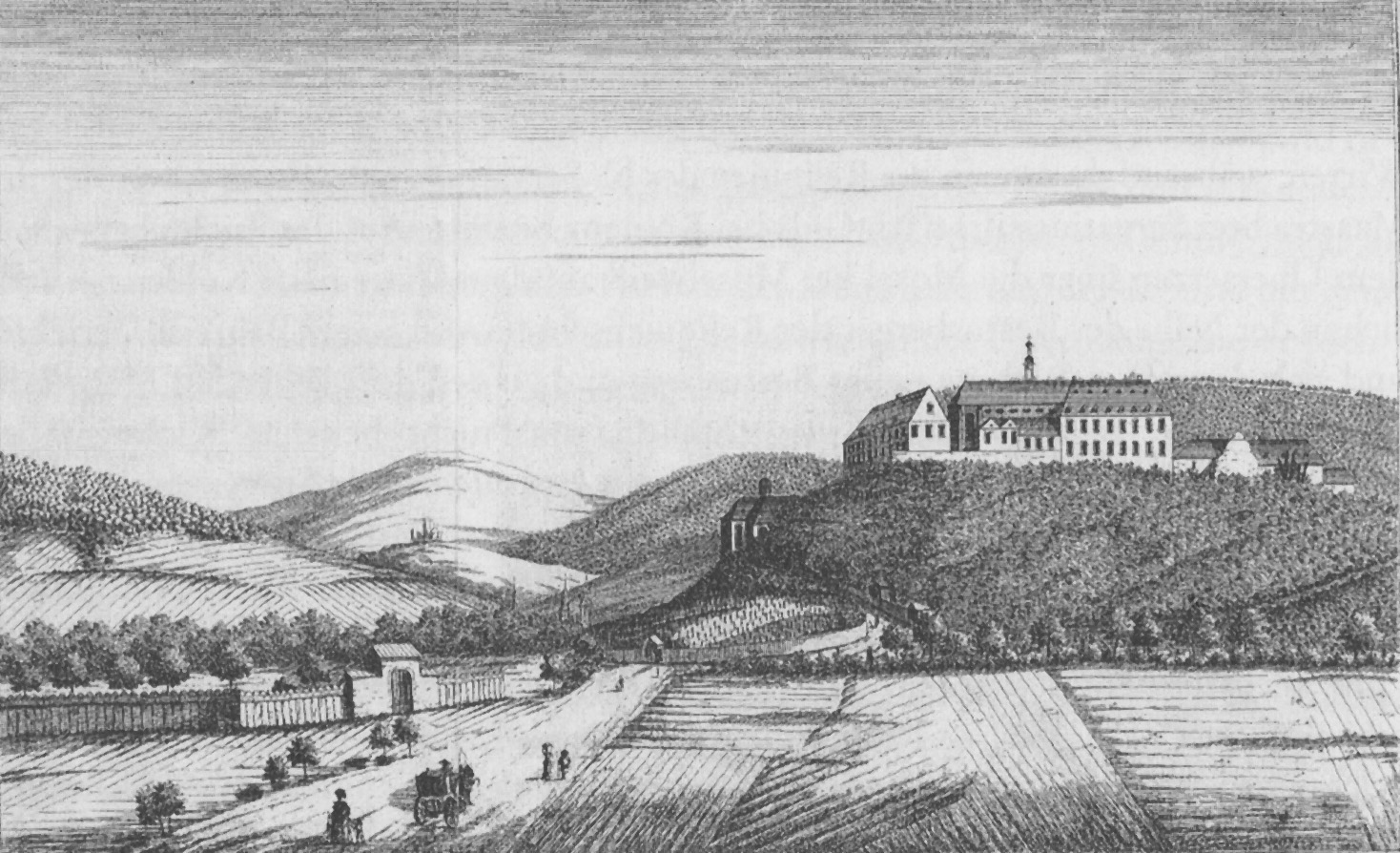
Die Kartause Koblenz 1789

Die Kartause Koblenz war ein Kloster des Kartäuserordens in Koblenz. Das spätestens im 12. Jahrhundert von Benediktinern gegründete Kloster wurde 1331 von den Kartäusern übernommen. Nach der Säkularisation 1802 in französischer Zeit wurden die Gebäude abgebrochen. Es befand sich auf dem Beatusberg, der heute wie der gleichnamige Stadtteil Karthause nach den Kartäusern benannt ist. Nach dem Abbruch wurde es mit dem preußischen Fort Großfürst Konstantin überbaut.

## Geschichte

### Benediktinerkloster St. Beatusberg
Das Gründungsjahr des Benediktinerklosters auf dem Beatusberg ist nicht genau bekannt. Urkunden sind nicht erhalten. Möglicherweise wurde das Kloster in Folge der Schenkung von Koblenz 1018 an den Trierer Erzbischof Poppo von Babenberg errichtet. Nach einer anderen Vermutung wurde es um 1143 durch den Trierer Erzbischof Albero von Montreuil gegründet. Damit wurden auch die Reliquien des heiligen Beatus aus dem Trierer Kloster St. Maria ad martyres nach Koblenz übertragen. Die Bestätigung der Schenkung und damit die erste urkundliche Erwähnung des Klosters erfolgte 1153 durch seinen Nachfolger Hillin von Falmagne.
In dieser Zeit wurde auch das Benediktinerinnenkloster auf dem Oberwerth angegliedert. Das Doppelkloster wurde 1215 durch den Trierer Erzbischof Theoderich II. von Wied wegen Streitigkeiten wieder getrennt. Damit mussten alle Urkunden, zur Vermeidung weiterer Streitigkeiten, vernichtet werden, was eine Erklärung für die heute schwierige Nachweisbarkeit der Gründung des Klosters ist.
Papst Gregor IX. stellte das Kloster 1233 unter seinen Schutz und bestätigte alle Besitzungen. Bischof Heinrich von Ösel weihte 1241 im Auftrag des Trierer Erzbischofs die Klosterkirche zu Ehren der Muttergottes und der Heiligen Beatus und Servatius. Im 13. und 14. Jahrhundert kam es zu schweren Krisen in vielen Klöstern der Benediktiner. Den Mönchen im Kloster Koblenz wurden schlimme Verletzungen der Ordensregeln, Verweltlichung und Zuchtlosigkeit vorgeworfen. Erzbischof Boemund I. von Warsberg sah sich dadurch veranlasst, den Abt Walram aus dem Trierer Klosters St. Maria ad martyres als Administrator einzusetzen. Doch Abt Walram konnte den Niedergang des Klosters nicht verhindern und gab am 30. Mai 1314 auf. Erzbischof Balduin von Luxemburg wandelte es daraufhin 1315 in ein Chorherrenstift um.

### Übernahme durch die Kartäuser
Der Trierer Erzbischof Balduin von Luxemburg rief am 13. August 1331 den Kartäuserorden nach Koblenz, die sich im ehemaligen Kloster der Benediktiner auf dem Beatusberg ansiedelten. Erster Prior der neuen Kartause wurde bis etwa 1335 Johannes von Echternach, der aus der Kartause Seitz kam und zuvor erster Klostervorsteher der Kartausen Mainz und Trier war. Die Inkorporation der neuen Kartause in den Orden fand wohl erst 1337 statt. Die Kartäuser zeichneten sich vor allem durch Sittenstrenge, Krankenpflege sowie gute Wirtschaftsführung aus und prägten damit fast 500 Jahre lang das religiöse Leben in Koblenz.
In den Anfangsjahren litt die Kartause Koblenz an der Last der Schulden, die noch unter den Benediktinern entstanden waren. In der Folgezeit wurde auch mit der Unterstützung von Spenden reicher Koblenzer Bürger die Kartause zu einem beeindruckenden Kloster ausgebaut. Die Kartäuser kauften 1355 ein Hofgut in Moselweiß, das bis heute unter dem Namen Kemperhof bekannt ist. Daneben besaß der Orden noch weitere Klosterhöfe in der Stadt Koblenz, der wichtigste Hof „Zum Vogelsang“ diente den Mönchen dabei wiederholt im Kriegsfall als Zufluchtsort. Seit dem Beginn des 15. Jahrhunderts erlebte die Kartause durch Stifter und Schenker einen beachtlichen Aufstieg. Während der Eroberung von Koblenz 1632 im Dreißigjährigen Krieg durch schwedische Truppen und bei dem verheerenden Bombardement während der Belagerung der Stadt 1688 durch französische Truppen im Pfälzischen Erbfolgekrieg erlitt auch die Klosteranlage erheblichen Schaden. Danach wurde die alte Kirche abgerissen und es entstanden 1720–1737 Neubauten von Kirche, eine dreischiffige Basilika mit eckigem Chorschluss, sowie von Kloster, Prioratsgebäude und weiteren Gebäuden.

### Säkularisation und Abbruch

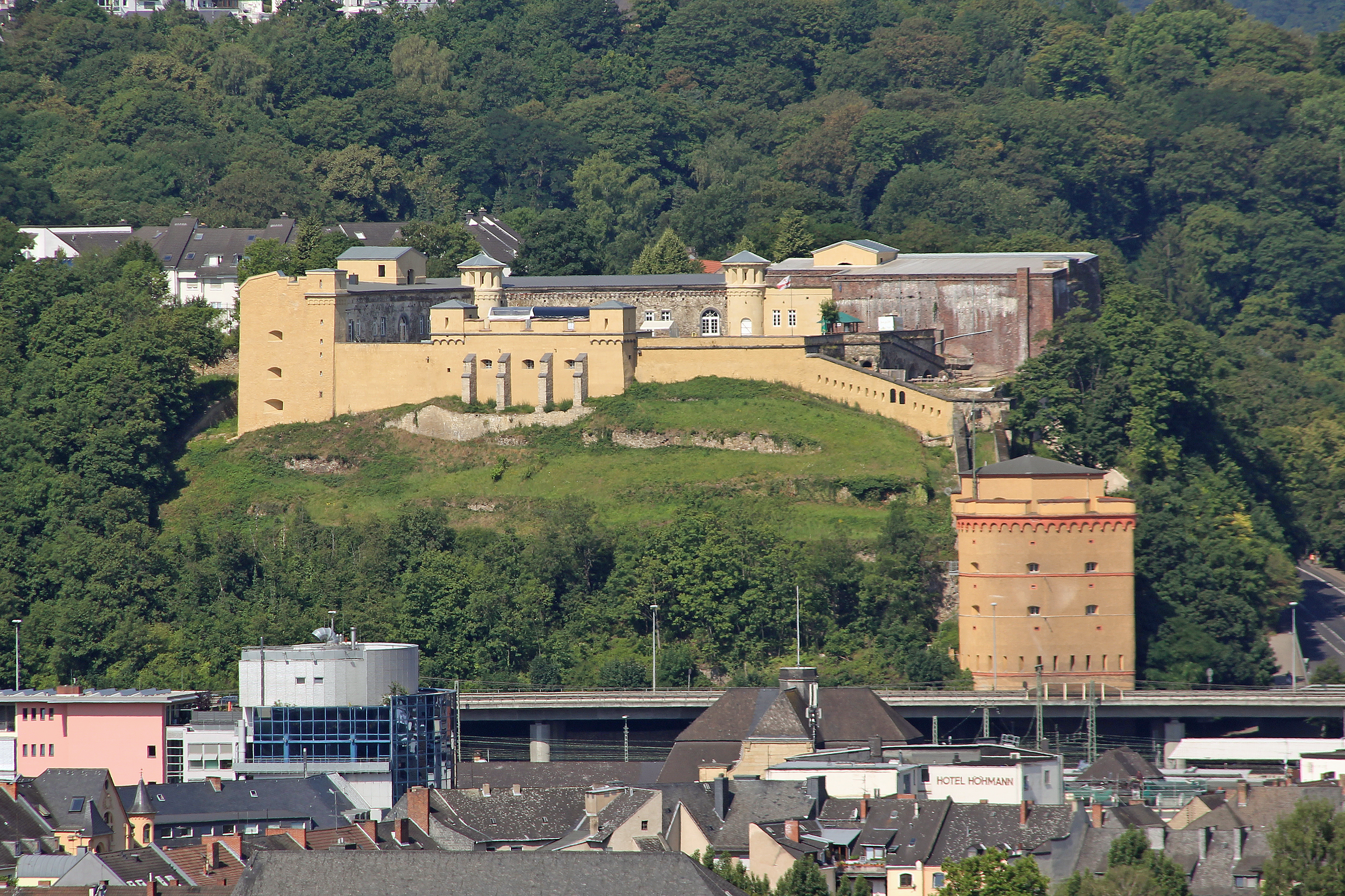
Das Fort Großfürst Konstantin 2014, mittig am Hang befindet sich die Kriegsbäckerei, deren unterer Teil aus Resten des ehemaligen Prioratsgebäudes besteht

Am 23. Oktober 1794 waren französische Revolutionstruppen im Verlauf des Ersten Koalitionskrieges in Koblenz einmarschiert. Bereits am 9. Oktober hatten die Mönche das Kloster verlassen und sich in ihren Stadthof Vogelsang in Sicherheit gebracht. Die Klostergebäude wurden vorerst als Kaserne genutzt. Am 9. Juni 1802 hoben die Franzosen alle geistlichen Orden in den besetzten Gebieten auf und verstaatlichten das Kirchenvermögen. Am 10. September 1802 wurde für die Koblenzer Kartause das Übergabeprotokoll von den letzten Klosterinsassen unterzeichnet. Wenig später übernahm der Gastwirt Wilhelm Sauer (An der Moselbrücke Nr. 830) als Pächter das Kloster und richtete im Prioratsgebäude ein Gasthaus und Tanzlokal ein. Am 10. Oktober 1805 versteigerte die französische Domänenverwaltung die Klosteranlage mit dem dazugehörigen Grundbesitz für 12.200 Franken an den Pächter Sauer sowie an den Kupferschmied und Weinhändler Nikolaus Krieger (Kastorgasse Nr. 336). Beide verkauften ihre Anteile 1810/11 an den Kaufmann Christian Seidensticker (* 7. Dezember 1778 in Clausthal; † 13. April 1853 in Wülfel), der zuvor durch Umgehung der Kontinentalsperre zu großem Reichtum gekommen war und 1810 ebenfalls den Karthäuser Berghof erworben hatte. Während der Befreiungskriege befand sich ein französisches und später ein russisches Militärlazarett im ehemaligen Kloster. Bei Errichtung der Großfestung Koblenz wurde die Anlage im September 1816 als preußische Pionierkaserne hergerichtet. Nach langwierigen Verhandlungen erwarb der preußische Staat am 23. Juni 1818 rückwirkend zum 11. November 1816 von Seidensticker für 47.222 Taler (85.000 Rheinische Gulden) das frühere Kloster, den Berghof und den dazugehörigen Grundbesitz. Zu diesem Zeitpunkt bestand die Klosteranlage noch aus einem Eingangsgebäude, einem zweistöckigen Wohnhaus, einer Bäckerei und Brauerei, einer Wagnerei, einer Kellnerei, dem Prioratsgebäude, dem Kapitelhaus, einem Waschhaus mit Küche und Pferdeställen und der zerstörten Schaffnerei, von der nur noch der Keller genutzt wurde. Zwischen 1821 und 1827/28 entstand auf dem Areal das Fort Großfürst Konstantin. 
Archivalien und Teile der Bibliothek der Kartause sind erhalten geblieben und werden im Landeshauptarchiv Koblenz, hier lagern beispielsweise noch 13 Urkunden aus der Zeit des Benediktinerklosters, sowie im Stadtarchiv Koblenz verwahrt. In Tradition der Verehrung des heiligen Beatus ging das Patrozinium auf die Ende der 1940er Jahre eingerichtete Pfarrkirche St. Beatus im stark wachsenden Stadtteil Karthause über.

## Archäologische Untersuchungen

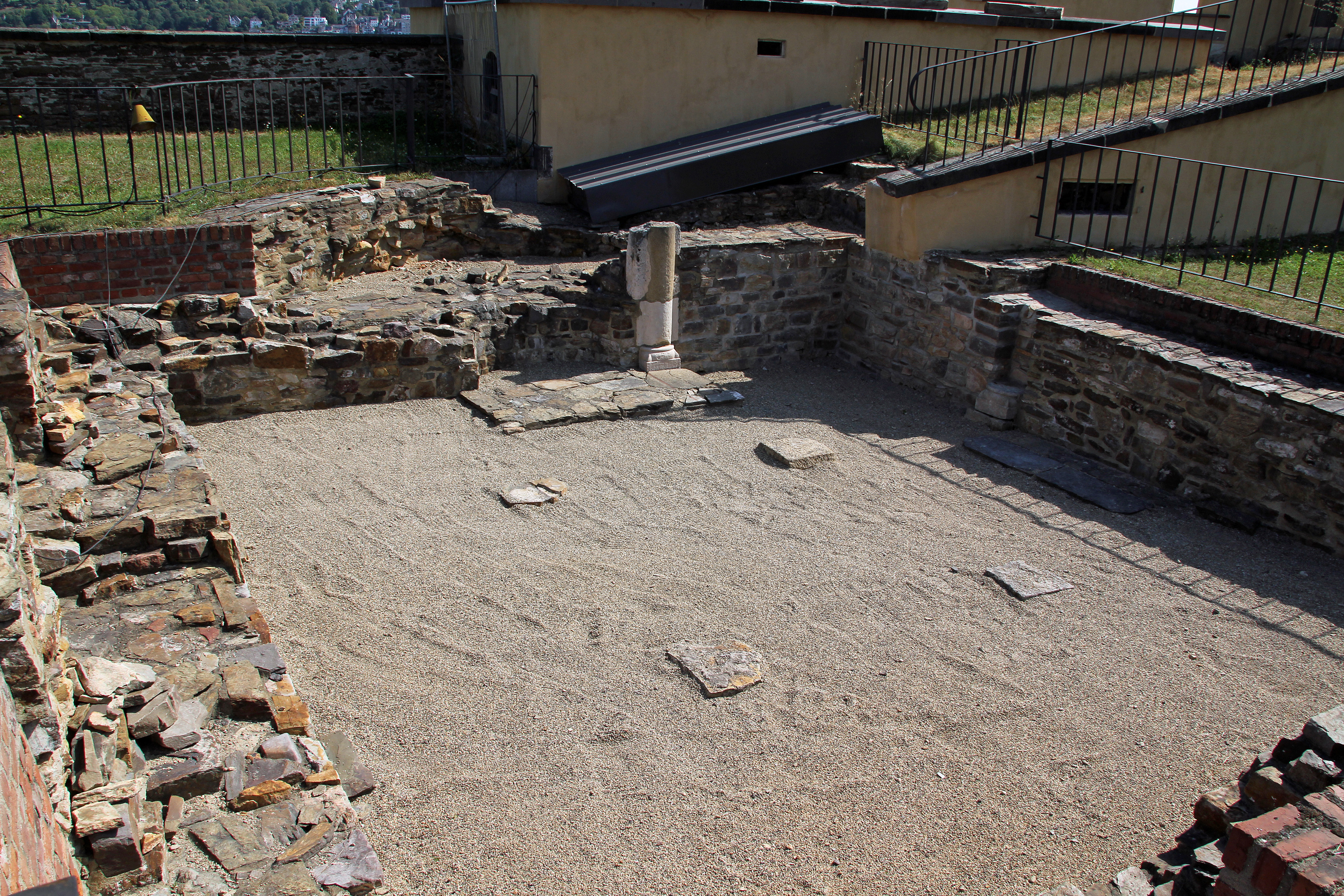
Krypta der Klosterkirche der Kartause Koblenz, Archäologische Ausgrabung im Hof des Forts Großfürst Konstantin

Im Jahr 1997 wurde im Hof des Forts Großfürst Konstantin unter Leitung des Archäologischen Denkmalamtes Koblenz die Krypta der Klosterkirche freigelegt. Dabei handelt es sich um eine für das Mittelrheingebiet typischen Viersäulenkrypta, die sich in der Mittelachse des mittelalterlichen Kirchenschiffs befunden hat. Sie wurde in den Fels eingetieft und besteht aus einem quadratischen Chorgeviert mit vier tragenden Säulen im Inneren, sechs wandgestützten Säulen sowie einer im Osten angelegten Apsis mit Altarfundament. Im Westen ist teilweise der Eingangsbereich mit Treppen-Fundamenten erhalten. Der Kryptaraum war von Bruchsteinmauern eingefasst. Der heute sichtbare Teil der Krypta gehörte zum Bau des 12. Jahrhunderts. Bei den archäologischen Untersuchungen wurden auch ältere Teile gefunden, die zu einer kleineren Krypta gehören müssen, die vor dem 12. Jahrhundert entstanden ist. Die Krypta wurde Ende des 17. Jahrhunderts abgebrochen und verfüllt, wahrscheinlich wegen der Zerstörungen im Pfälzischen Erbfolgekrieg. Im frühen 18. Jahrhundert wurde eine neue barocke Kirche errichtet, deren Fundamentlager in die Verfüllungen eingebracht wurde.